# رسلان سميرنوف
رسلان سميرنوف هو لاعب كرة قدم روسي، ولد في 31 مارس 1980. لعب مع فولغا تفير ‏.

## وصلات خارجية
- رسلان سميرنوف على موقع قاعدة بيانات كرة القدم.إي يو (الإنجليزية)